# Acido 2,3-diidrossibenzoico
L'acido 2,3-diidrossibenzoico (2,3DHBA) o acido pirocatecuico è un acido fenolico presente in natura. La sua struttura è costituita da un anello benzenico a cui è attaccato un gruppo carbossilico {\displaystyle {\ce {(-COOH)}}} e con due gruppi idrossilici {\displaystyle {\ce {(-OH)}}} sostituenti in posizione 2,3.
La sua struttura contiene un anello catecolico (l'anello benzenico con i 2 idrossili vicinali) che quando deprotonato può legare fortemente il ferro, mentre il gruppo carbossilico permette di attaccare la molecola a molti composti attraverso un legame ammidico.  Per queste caratteristiche è un sideroforo monocatecolico, precursore biologico di altri siderofori, molecole che complessano fortemente il ferro, come la enterobactina. Oltre che un sideroforo l'acido 2,3-diidrossibenzoico è un antiossidante ed uno scavenger di radicali.
Ha la forma di una polvere cristallina color crema, leggermente solubile in acqua e solubile in etanolo.
Il 2,3DHBA è stato rilevato nel vino rosso.

## Occorrenza in natura
L'acido 2,3-diidrossibenzoico, si trova libero in varie piante: Oenothera biennis, Taxus baccata, Phyllanthus acidus, Salvinia molesta e nel frutto della Flacourtia inermis; nei rododendri (Rhododendron spp.) e altri membri della famiglia come la Erica carnea, Gaultheria procumbens; nella Gentiana lutea, Erythraea centaurium e nelle pervinche Vinca minor e Catharanthus roseus. Inoltre è prodotto da microrganismi algali, batterici e fungini: l'alga verde Spongiochloris spongiosa, il cianobatterio Anabaena doliolum, gli altri batteri Streptomyces sp., Acinetobacter calcoaceticus, Brucella abortus e i funghi Aspergillus soja, Rhizobium sp. e Penicillium roquefortii. Sono comuni anche alcuni derivati, esteri o glucosidi, come il 3- O - β - D- glucopiranoside isolato da piante non correlate come la genziana Geniostoma antherotrichum e la Boreava orientalis  e l'acido 2-idrossi-3-metossibenzoico rilevato nel croco (Colchicum) e nella betulla (Betula pendula).

## Metabolismo
In varie specie viventi,  sono state individuate varie reazioni biochimiche di sintesi (anabolismo) e di degradazione (catabolismo) del 2,3DHBA. Nell'uomo l'acido pirocatecuico è uno dei principali metaboliti rilevati nel plasma dopo l'assunzione di succo di mirtillo o di aspirina. Anche nelle piante il 2,3DHBA può derivare dall'acido salicilico.
Il 2,3DHBA è inoltre intermedio in alcune reazioni biochimiche che avvengono in natura in quella che viene chiamata via dello shikimato, che porta alla formazione degli amminoacidi aromatici (fenilalanina, triptofano e tirosina). È infatti biosintetizzato in presenza di NAD+ e Mg2+ dall'acido corismico, esso stesso sintetizzato dall'acido shikimico.
2,3-DHBA è anche un intermedio nel catabolismo del L-triptofano dove si forma dall'antranilato.
| Enzima                                        | Reazione                                                                                            |
| --------------------------------------------- | --------------------------------------------------------------------------------------------------- |
| 2,3-diidrossibenzoato carbossilasi            | {\displaystyle {\ce {2,3DHBA <=> Pirocatecolo + CO2}}}                                              |
| antranilato 2,3-idrossilasi                   | {\displaystyle {\ce {Antranilato + O2 + NADPH + H+ <=> 2,3DHBA + NH3 + NADP+}}}                     |
| 2,3-diidrossibenzoato-AMP ligasi              | {\displaystyle {\ce {ATP + 2,3DHBA <=> Difosfato + (2,3-Diidrossibenzoil)adenilato}}}               |
| 2,3-diidro-2,3-diidrossibenzoato deidrogenasi | {\displaystyle {\ce {(2S,3S)-2,3-Diidro-2,3DHBA + NAD+ <=> 2,3DHBA + NADH + H+}}}                   |
| 2,3-diidrossibenzoato 2,3-diossigenasi        | {\displaystyle {\ce {2,3DHBA + O2 <=> 2-Carbossi-cis,cis-muconato}}}                                |
| pirocatecuato ossigenasi                      | {\displaystyle {\ce {2,3DHBA + O2 <=> 3-Carbossi-2-idrossimuconato.semialdeide}}}                   |
| 3-idrossibenzoato 2-monoossigenasi            | {\displaystyle {\ce {3-idrossibenzoato + DonatoreH + O2 <=> 2,3DHBA + AccettoreH + H2O}}}           |
| enterobactina sintasi                         | {\displaystyle {\ce {6(ATP) + 3(2,3DHBA) + 3(L-Serina) <=> Enterochelina + 6(AMP) + 6(Difosfato)}}} |